# 青草湖 (湖南)
青草湖为湖南省古代的大湖之一，位于洞庭湖的南部，并与之相连。洞庭湖在北，青草湖在南。南北朝时期已连为一体。今汉寿县、沅江市、湘阴县、南县等地境内的洞庭湖区，大体上古代全部或大部都属于青草湖湖区的范围。

## 古诗文中的青草湖和洞庭湖
青草湖和洞庭湖一南一北，水体相连。在古代，青草洞庭两名长期连用。元末明初诗人唐温如的诗作《题龙阳县青草湖》，即是标题用青草湖之名，而诗文中则使用洞庭湖。“西风吹老洞庭波，一夜湘君白发多。醉后不知天在水，满船清梦压星河。”
另一首清初诗人王世祯的《送胡专孩赴长江》诗中，则只出现青草湖，而不是使用洞庭湖。“青草湖边秋水长，黄陵庙口暮烟苍。 布帆安稳西风里，一路看山到岳阳。”

## 咸丰二年以后
清咸丰二年（1852年），长江南岸藕池口江堤溃决，藕池口以下至洞庭湖水面淤积，随后洞庭湖和青草湖的面积逐渐萎缩。以至今天的普通地图，已经完全没有青草湖一名。不过当地仍有一些地名，带着青草湖的痕迹，如沅江市的草尾镇，即源于青草湖之尾，该镇即为咸丰二年以后开始发展。

## 延伸閱讀
[在维基数据编辑]
 《欽定古今圖書集成·方輿彙編·山川典·青草湖部》，出自陈梦雷《古今圖書集成》